# ایسکیتلا
ایسچیتلا (به ایتالیایی: Ischitella) یک کومونه در ایتالیا است که در استان فوجا واقع شده‌است. ایسچیتلا ۸۷٫۳۷ کیلومتر مربع مساحت و ۴٬۴۰۱ نفر جمعیت دارد و ۳۱۰ متر بالاتر از سطح دریا واقع شده‌است.